# Ровненская городская община
Ровненская городская община (укр. Рівненська міська громада) — территориальная община в Ровненском районе Ровненской области Украины.
Административный центр — город Ровно.
Население составляет 251948 человек. Площадь — 63,1 км².
В соответствии с распоряжением Кабинета Министров Украины от 12 июня 2020 года, в состав общины вошла территория Ровненского городского совета, а также Квасиловского поселкового совета Ровненского района.

## Населённые пункты
В состав общины входят 1 город и 1 посёлок:
- Город Ровно
- Квасиловский старостинский округ:
  - Посёлок Квасилов